# صيف عند الجد (فلم)
صيف عند الجد (بالصينية: 冬冬的假期) دراما عائلية تايوانية لعام 1984 من إخراج هسياو هسين هوى وشارك في كتابتها هو تشو تيان وين. يروي الفيلم شبه سيرة ذاتية لأخ وأخت شابين يقضيان صيفًا محوريًا في البلاد مع أجدادهم بينما تكون والدتهما في العناية المركزة في إحدى المستشفيات. كان الفيلم السادس للمخرج «هوى» بشكل عام، والأول بعد وصوله للسينما الدولية مع فيلم «أولاد من فنجيكوي» عام 1984.

## القصة
عندما يقضي الأخ الصغير والأخت صيفًا محوريًا بعيدًا عن المنزل، فإنهما يتغيران. تونج تونج وتينج تينج هما أخ وأخت من المدينة تصاب والدتهم بحالة مرضية، تدخل على أثرها المستشفى إلى قسم العناية المركزة، ويضطر الصغيران لمغادرة تايبيه، تايوان، وقضاء الصيف مع جدهم وجدتهم. يبتعد الصغار عن أيام اللعب، ويشعر تونج تونج بمسؤولية الكبار، وينمو عنده الإدراك، وما يعنيه أن يكون بالغًا.

## الممثلون
- تشي كوانغ وانغ: في دور تونغ تونغ
- تشو تشن لي: في دور تينغ تينغ
- ناي تشو تنغ: في دور والدة تونغ تونغ

بالاشتراك مع: تشنغ كيو ين - يان تسنغ كيو - إدوارد يانغ - ماي فينغ - يانغ لي ين.

## الاستقبال
كتبت الصحيفة الأسبوعية الفنية الأمريكية شيكاغو ريدر: «هو ذكرى الطفولة الغنائية»، وأشادت الصحيفة بما أسمته «الاهتمام الجيد غير العاطفي بواقع الطفولة».
كتب فرناندو كروس في 25 سبتمبر 2009 على موقع ساين باشونCine Passion: «انه الانفتاح الرشيق والشائك لعالم الطفل».
كتب ديفيد والش في 16 فبراير 2021 على موقع الويب الاشتراكي العالمي World Socialist Web Site: «يهدد الفيلم بأن ينتهي إلى حد ما بطريقة لطيفة... لكن» هوى«يوضح في اللحظة الأخيرة عمقه وإنسانيته».
كتب ليو جولدسميث في 8 أغسطس 2009 على موقع ريفرس شوت Reverse Shot: «يضع فيلم المخرج» هوى«مطالب على قدراتنا في المراقبة، ويصر على أننا، مثل تونج تونج، نلتزم بالتفاصيل والمفارقات والمعاني الأعمق التي يقدمها لنا».
كتب جيفري إم أندرسون في 31 يوليو 2008 على موقع كومباستابل سيلولويد Combustible Celluloid: «هذه العناصر الواضحة من الميلودراما لا تصل أبدًا إلى أي نوع من النغمة الهستيرية. يبقي المخرج» هوى«كل شيء مغلقاً بنبرة من الدفء والتفاؤل الطفولي».
منح موقع الطماطم الفاسدة الفيلم تقييم مقداره 100% بناء على آراء خمسة نقاد سينمائيين.

## الجوائز والترشيحات
مهرجان آسيا والمحيط الهادئ السينمائي 1984 Asia-Pacific Film Festival: فاز بجائزة أفضل مخرج (هسياو هسين هوى).
مهرجان لوكارنو السينمائي الدولي 1985 Locarno International Film Festival: فاز بجائزة لجنة التحكيم (تنويه خاص) للمخرج (هسياو هسين هوى).
مهرجان نانت للقارات الثلاث 1985 Nantes Three Continents Festival: فاز بجائزة مونتجولفيير الذهبية للمخرج (هسياو هسين هوى).
مهرجان جولدن هورس السينمائي 1984 Golden Horse Film Festival: ترشح لجائزة أفضل ممثل طفل (تشي كوانج وانج)، وأفضل ترتيب سيناريو.

## روابط خارجية
- مقالات تستعمل روابط فنية بلا صلة مع ويكي بيانات